# لورانس بندر
لورانس بندر (بالإنجليزية: Lawrence Bender)‏ مواليد 17 أكتوبر 1957 في ذا برونكس، هو منتج أفلام أمريكي اشتهر بعد إنتاجه لفلم كلاب المستودع في سنة 1992 ومنذ ذلك الحين أنتج تقريبا جميع أفلام المخرج كوينتن تارانتينو مثل المضاد للموت، جانغو الحر والحاقدون الثمانية. حصل على ثلاث ترشيحات لجائزة الأوسكار لأفضل فيلم.

## أعماله
- كلاب المستودع
- خيال رخيص
- غود ويل هانتينغ
- جاكي براون
- آنا والملك
- المكسيكي
- 88 دقيقة
- حقيقة غير مريحة
- أوغاد مجهولون

## وصلات خارجية
- لورانس بندر على موقع IMDb (الإنجليزية)
- لورانس بندر على موقع ألو سيني (الفرنسية)
- لورانس بندر على موقع ميوزك برينز (الإنجليزية)
- لورانس بندر على موقع أول موفي (الإنجليزية)
- لورانس بندر على موقع بوكس أوفيس موجو (الإنجليزية)
- لورانس بندر على موقع قاعدة بيانات الأفلام السويدية (السويدية)
- لورانس بندر على موقع إن إن دي بي (الإنجليزية)
- لورانس بندر على موقع قاعدة بيانات الفيلم (الإنجليزية)
- لورانس بندر على موقع كينوبويسك (الروسية)